# Holden VH
De Holden VH was de derde serie met de Commodore van het Australische automerk Holden. Deze VH was een facelift van de Holden VC-serie.

## Geschiedenis
Het exterieur van de VH Commodore werd subtiel aangepast voor een langere en lagere verschijning. De voorzijde werd hertekend en de achterlichtblokken kregen ribbels. Bij de duurdere SL/E-versie liepen de achterlichten ook door tot aan de nummerplaathouder. Onder de motorkap werd de Starfire 4-in-lijnmotor krachtiger en zuiniger gemaakt. Die motor was in de VC-serie onderbekrachtigd geweest. Ook de 6-in-lijn werd grondig onder handen genomen en werd een stuk zuiniger. Beide motoren verbruikten hierna respectievelijk 12,5 en 14% minder.
Nieuw voor Holden was de introductie van een manuele vijfversnellingsbak, de eerste 5-bak van het merk. Die overbrenging kon het hogere koppel van de grotere motoren echter niet aan en was derhalve enkel met de I4 en de 2,9 l I6 verkrijgbaar. Aan de optielijst was een lederen interieur en cruise control toegevoegd. Verder was ook hard gewerkt aan het verminderen van geluiden, trillingen en schokken (NVH).
Het gamma werd ook aangepast. De Commodore L werd de Commodore SL en de SL werd de SL/X. Het topmodel bleef de Commodore SL/E. In 1982 kwam ook een sportieve SS uit. Rond kerstmis 1981, 1982 en 1983 werd ook telkens een gelimiteerde Vacationer-versie uitgebracht. Ondanks de verbeteringen verloor de VH Commodore haar koppositie in Australië aan de Ford Falcon. De Oliecrisis van 1979 begon te vervagen en de kopers werden weer meer aangetrokken door grote auto's, zoals de Falcon.

## Modellen
- Okt 1981: Holden Commodore SL Sedan
- Okt 1981: Holden Commodore SL/X Sedan
- Okt 1981: Holden Commodore SL/E Sedan
- Okt 1981: Holden Commodore SL Station Wagon
- Okt 1981: Holden Commodore SL/X Station Wagon
- Mrt 1982: Holden Commodore SS